# Tonny Trifolikom
Tonny "Trifolikom" Pedersen (f. 1956) er en dansk gøgler fra Aarhus. 
Trifolikom rejste to år med Cirkus Krone og er for nuværende, 2008, ejer af Cirkus Mongo. Han har undervist klovne i to år på gøglerskolen.